# Jenipapo (compositie)
Jenipapo is een compositie van de Amerikaanse componist Philip Glass uit 1995. Het is gecomponeerd voor orkest. Het is geschreven als filmmuziek bij de gelijknamige film van Monique Gardenberg. De muziek bestaat uit de bekende minimal music van Glass, aangevuld met enige Braziliaanse ritmen.

## Delen
Het totale werk is van Glass; de teksten van het laatste fragment zijn van Antonio Cicero en worden gezongen door Suzanne Vega, zij zong eerder voor Glass op Songs of Liquid Days:
1. Jenipapo (4:30)
2. Coleman’s theme (1:51)
3. Political connections (1:07)
4. Father Stephen Lewis (1:20)
5. Disappearance (1:24)
6. Land-grab (0:59)
7. Remaing silent now (1:55)
8. Connected politically (0:32)
9. Coleman’s Dilemma (3:39)
10. The declamation bill (1:14)
11. Journalism 101 (0:42)
12. Bahia
13. Coleman’s consequences (1:32)
14. The interview (2:57)
15. Where we go (0:27)
16. Jenipapo Finale (2:04)
17. Ignorant sky (3:14)

## Samenstelling
- zang
- piccolo; dwarsfluit, hobo
- hoorn, trompet
- viool, cello, contrabas
- piano, synthesizer, harp, celesta
- slagwerk en percussie

## Discografie
- Uitgave Orange Mountain Music 48: Michael Riesman, toetsen en dirigent van anoniem orkest.